# 오지영 (1971년)
오지영(吳知英, 1971년 2월 10일 ~ )은 대한민국의 배우이다.

## 생애
1991년 연극배우로  첫 데뷔를 하였고 1993년 KBS 한국방송공사 22기 공채 탤런트로 정식 데뷔하였다.
경기대학교 영상학과 전임교수를 지낸 적이 있으며 '오 댄스(Oh dance)'라는 다이어트 댄스 아이템을 개발하기도 하였다.

## 소속
- 前 경기대학교 전임교수

## 출연작

### 드라마
- KBS2 《신 손자병법》(1993년) ... 장만옥 역
- KBS1 《당신이 그리워질 때》(1993년)
- KBS2 《남자는 외로워》(1994년)
- MBC《여울목》(1994년)
- KBS2 《딸부잣집》(1994년) ... 임예랑(권소령의 친구) 역
- KBS1 《바람은 불어도》(1995년)
- KBS2 《길》(1995년)
- KBS1 《찬란한 여명》(1996년) ... 순헌황귀비 엄씨[1] 역
- SBS 《성장느낌 18세》(1996년)
- KBS2 《스타트》(1996년) ... 한다희 역
- KBS1 《용의 눈물》(1996년) ... 빈궁전 상궁 역
- KBS1 《좋은 걸 어떡해》(2001년)
- KBS1 《제국의 아침》(2002년) ... 청주원부인 김씨[2] 역
- KBS1 《언제나 두근두근》(2002년)
- KBS2 《매직키드 마수리》(2002년) ... 탈주범 돌연변이 마법사 여대장 역
- iTV 《해바라기 가족》(2002년)
- KBS1 《무인시대》(2003년) ... 익양후 부인 김씨[3] 역
- KBS2 《마법전사 미르가온》(2005년) ... 백주비 역
- SBS 《마이걸》(2005년)
- MBC 《주몽》(2006년) ... 원후의 상궁 종고 역
- KBS1 《산 너머 남촌에는》(2007년) ... 오은자 역
- KBS1 《그대의 풍경》(2007년) ... 미스 지 역
- KBS2 《최강칠우》(2007년) ... 도영의 어머니 역
- OCN 《3인3색 감독전 - 로드스타》(2008년) ... 분만실 간호사 1 역
- MBC 《하얀 거짓말》(2008년)
- PBC 《동정부부 요안 루갈다》(2010년) ... 한점례 역
- EBS1 《꾸러기 천사들》(2011년) ... 현서 엄마 역
- MBC 《계백》(2011년) ... 정화 역
- tvN 《제3병원》(2012년) ... 침구과 의사 역
- MBN 《대한민국 정치비사》(2013년) ... 장영자 역
- KBS2 《뻐꾸기 둥지》(2014년) ... 문숙 역
- KBS1 《징비록》 (2015년) ... 네네 역
- SBS 《영주》 (2016년) ... 순덕 역
- SBS 《사랑이 오네요》 (2016년) ... 이경순 역
- KBS2 《오케이 광자매》(2021년) ... 아름 모 역

### 영화
- 《4요일》(2008년) ... 매맞는 아내, 김수진 역
- 《고치방》(2011년) ... 심혜수 역

### 연극
- 《신사임당과 황진이》(1991년) ... 효정옹주 이순환[4] 역(조연)
- 《명동 프락치》(1991년)
- 《카인의 후예》(1994년) ... 오작녀 역(주연)
- 《덕혜옹주》(1998년) ... 복녕당 귀인 양씨[5] 역(주연)

### 뮤지컬
- 《아가씨와 건달들》(1996년) ... 미스 애들레이드 역(여자 주연)

## 학력
- 1996년 2월 서울예술전문대학 영화학과 전문학사[6]
- 2002년 2월 영국 런던 코넬 세인트 오거스트 대학교 경제학과 학사[7]